# Кампу-Белу
Кампу-Белу (порт. Campo Belo) — муниципалитет в Бразилии, входит в штат Минас-Жерайс. Составная часть мезорегиона Запад штата Минас-Жерайс. Входит в экономико-статистический микрорегион Кампу-Белу. Население составляет 52 631 человек на 2006 год. Занимает площадь 526,753 км². Плотность населения — 91,96 чел./км².
Праздник города —  28 сентября.

## История
Город основан 28 сентября 1879 года.

## Статистика
- Валовой внутренний продукт на 2004 год составляет 262 569 000 реалов (данные: Бразильский институт географии и статистики).
- Валовой внутренний продукт на душу населения на 2004 год составляет 5090 реалов (данные: Бразильский институт географии и статистики).
- Индекс развития человеческого потенциала на 2000 год составляет 0,776 (данные: Программа развития ООН).

## География
Климат местности: горный тропический. В соответствии с классификацией Кёппена, климат относится к категории Cwa.